# Belenois theuszi
Belenois theuszi is een vlindersoort uit de familie van de Pieridae (witjes), onderfamilie Pierinae.
Belenois theuszi werd in 1889 beschreven door Hermann Dewitz.